# Rapsod (utwór)
Rapsod – fragment dłuższego utworu lub samodzielny poemat, który sławi wybraną osobę lub bohaterskie czyny. Zwykle posiada charakter podniosły, żałobny i smutny. Rapsod może występować jako fragment epopei lub jako samodzielny utwór liryczny. W literaturze polskiej określenia rapsod użyli dla swoich utworów m.in. Cyprian Kamil Norwid (wiersz Bema pamięci żałobny rapsod) oraz Juliusz Słowacki (główne części Króla-Ducha noszą nazwę rapsodów).